# デイズ・オブ・フューチャーパスト
「デイズ・オブ・フューチャーパスト」（"Days of Future Past"）は、1981年に出版されたマーベルコミックスの『アンキャニィX-MEN』第141-142号で展開されたストーリーラインである。ミュータントたちが収容所に収監されるディストピア的な未来を取り扱っており、成人したキティ・プライドが現代の若い自分の身体に精神を転送し、反ミュータント的な流れへ向かう歴史を修正しようとする物語である。
ストーリーはクリス・クレアモント、ジョン・バーン、テリー・オースティンのチームにより、フランチャイズの人気が高まっている最中に製作された。物語に登場する陰鬱な未来世界は後に何度もコミックに登場している。2001年にファンが投票で選んだ「マーベルコミック歴代100作品」では第25位となった。
『Official Handbook to the Marvel Universe: Alternate Universes 2005』によると「デイズ・オブ・フューチャーパスト」はアース811と設定されている。

## プロット
ストーリーは1980年の現在（当時）と2013年の未来（当時）が交互に描かれる。未来世界はアメリカ合衆国がセンチネル軍団によって支配され、ミュータントたちは狩られ、収容所に入れられている。北米大陸を征服したセンチネルは世界中のミュータント及び超人たちへ目を向けていた。北米大陸への核攻撃が懸念された頃、わずかに生き残ったX-メンはミュータント史の転換点となったミスティークのブラザーフッド・オブ・イヴィル・ミュータンツによるロバート・ケリー上院議員暗殺事件を阻止するため、キティ・プライドの精神を若い彼女の身体に送り込む 。
現代のX-メンとの協力し、キティ・プライドは任務に成功して未来へと帰還する。2013年の世界はこのストーリー中ではその後描写されず、残された現代のX-メンは暗黒の未来を回避することに成功したのか考えるのであった。

## 他のメディアへの翻案

### テレビ
- 1993年にテレビアニメ『X-MEN』の第1シーズン第11-12話で「Days of Future Past」が放送された。このエピソードではビショップ（英語版）がコミックのキティ・プライドの役割を果たし、X-メンの中の裏切り者を探し出すという要素も追加されている。

- テレビアニメ『Wolverine and the X-Men』でも同様のストーリーが存在し、20年間昏睡状態となっていたプロフェッサーがセンチネルによってミュータントが支配される世界で目覚める。彼はその未来を防ごうとするためにテレパシーで過去のX-メンに呼びかける。

- 『The Super Hero Squad Show』の第2シーズン第16話は「Days, Nights, and Weekends of Future Past」というエピソードである。

### 映画
- 2014年5月に『X-MEN:ファースト・ジェネレーション』及び『X-MEN:ファイナル ディシジョン』両方の続編として『X-MEN:フューチャー&パスト』（X-Men: Days of Future Past）が公開された。過去作に出演したヒュー・ジャックマン、ハル・ベリー、イアン・マッケラン、パトリック・スチュワート、ショーン・アシュモア、アンナ・パキン、エリオット・ペイジ、ダニエル・クドモア、マイケル・ファスベンダー、ニコラス・ホルト、ジェニファー・ローレンス、ジェームズ・マカヴォイ、ルーカス・ティルらが続投するほか、新たにピーター・ディンクレイジ、オマール・シー、ファン・ビンビン、ブーブー・スチュワート、エヴァン・ピーターズがそれぞれボリバー・トラスク（英語版）、ビショップ（英語版）、ブリンク（英語版）、ウォーパス、クイックシルバーを演じる。映画ではウルヴァリンが過去の世界の若い身体に精神を送られ、ディストピア的な未来を回避するために若いX-メンと協力する[4]。

## コレクテッドエディション
| タイトル                   | 収録内容                                                       | 出版日       | ISBN          |
| -------------------------- | -------------------------------------------------------------- | ------------ | ------------- |
| X-Men: Days of Future Past | X-Men #138-141, The Uncanny X-Men #142-143 and X-Men Annual #4 | 2004年10月   | 0-7851-1560-9 |
| X-Men: Days of Future Past | X-Men #141, The Uncanny X-Men #142                             | 1989年9月    | 0-87135-582-5 |
| Essential X-Men Vol. 2     | X-Men #120-141, The Uncanny X-Men #142-144                     | 2002年3月1日 | 0-7851-0298-1 |

## 日本語版
| タイトル                                | 収録内容                                                            | 出版日        | 出版社             | ISBN           |
| --------------------------------------- | ------------------------------------------------------------------- | ------------- | ------------------ | -------------- |
| X-MEN: デイズ・オブ・フューチャーパスト | X-Men #138-141, The Uncanny X-Men #142-143, Uncanny X-Men Annual #4 | 2014年5月20日 | ヴィレッジブックス | 978-4864911344 |